# Condado de Bladen
El condado de Bladen (en inglés: Bladen County, North Carolina), fundado en 1734, es uno de los 100 condados del estado estadounidense de Carolina del Norte. En el año 2000 tenía una población de 32 278 habitantes con una densidad poblacional de 14 personas por km². La sede del condado es Elizabethtown.

## Geografía
Según la Oficina del Censo, el condado tiene un área total de 2297 km² (886,9 mi²), de la cual 2266 km² (874,9 mi²) es tierra y 31 km² (12,0 mi²) es agua.

### Condados adyacentes
- Condado de Cumberland norte
- Condado de Sampson noreste
- Condado de Pender sureste
- Condado de Columbus sur
- Condado de Robeson oeste

## Demografía
En el 2000 la renta per cápita promedia del condado era de $26 877, y el ingreso promedio para una familia era de $33 974. El ingreso per cápita para el condado era de $14 735. En 2000 los hombres tenían un ingreso per cápita de $27 799 contra $21 973 para las mujeres. Alrededor del 21% de la población estaba bajo el umbral de pobreza nacional.

## Lugares

### Municipios
El condado se divide en quince municipios:
Municipio de Abbotts, Municipio de Bethel, Municipio de Bladenboro, Municipio de Brown Marsh, Municipio de Carvers Creek, Municipio de Colly, Municipio de Central, Municipio de Cypress Creek, Municipio de Hollow, Municipio de Elizabethtown, Municipio de Frenches Creek, Municipio de Lake Creek, Municipio de Turnbull, Municipio de White Oak y Municipio de Whites Creek

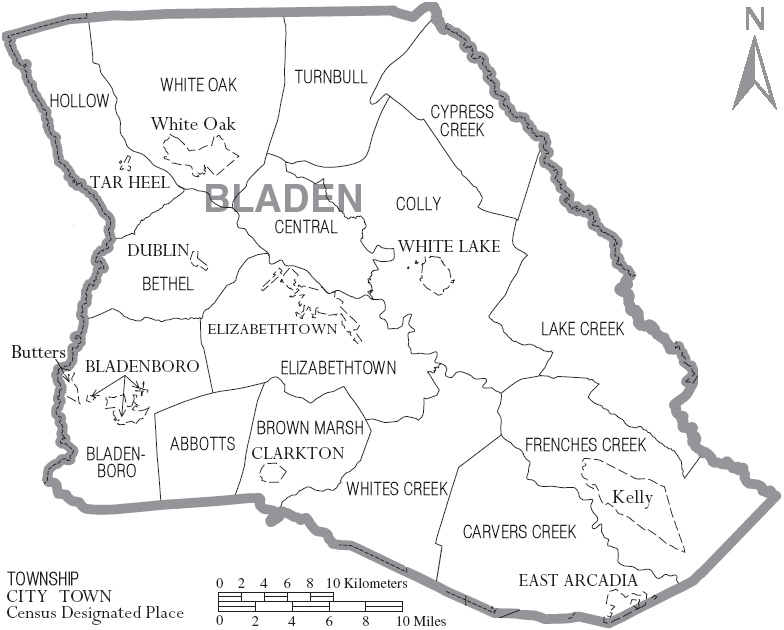
Mapa del Condado de Bladen en Carolina del Norte con sus municipios

### Ciudades
- Bladenboro
- Butters
- Clarkton
- Dublin
- East Arcadia
- Elizabethtown
- Kelly
- Tar Heel
- White Lake
- White Oak